# Nattegn - en film om Peter Laugesen
|  | Denne artikel er oprettet af botten PalnaBot ud fra en ekstern database. Den kan derfor have sproglige fejl eller mangler. Denne skabelon kan fjernes efter kontrol af indholdet. |

Nattegn - en film om Peter Laugesen er en portrætfilm instrueret af Tom Elling efter manuskript af Tom Elling.

## Handling
'Et digt er en slags dans for øjne og ører', siger Peter Laugesen i denne dokumentarfilm, der er en stemningsfuld rejse ind i hans lyriske univers. Peter Laugesen er en af Danmarks væsentligste forfattere, hvis arbejde ud over digte også rummer essays, dramatik, tv-anmeldelser m.m. I »Nattegn« performer Peter Laugesen sine digte sammen med bandet Mindspray og kommenterer digtningens væsen i korte statements. Mindspray består af Lars Vissing på trompet og D.J. Wunderbaum på grammofon og lydeffekter. Indgår på dvd i antologien "Litteraturens film 1".